# Ardisia letouzeyi
Espèce
Ardisia letouzeyi Taton est une espèce de plantes à fleurs de la famille des Primulaceae et du genre Ardisia, endémique du Cameroun.

## Étymologie
Son épithète spécifique letouzeyi rend hommage au botaniste français René Letouzey qui a récolté l'holotype en 1970.

## Description
C'est un sous-arbrisseau pouvant atteindre 60 cm de hauteur.

## Distribution
Endémique du Cameroun, très rare, elle n'a été observée que sur un seul site, sur la colline Ongongo près de Mbanga, entre Kribi et Ebolowa (Région du Sud).
En outre menacée par l'agriculture sur brûlis, l'espèce est considérée comme en danger critique d'extinction.